# سویچه
سِویچه، یا سِبیچه، یک غذای دریایی است که معمولاً از ماهی و سخت پوستان تازه و خام که در آبمیوه‌های مرکبات مانند لیمو یا لیموی کی خوابانده شده و با آجی، فلفل تند یا دیگر ادویه‌ها از جمله پیاز خرد شده، نمک و گشنیز طعم دار می‌کنند. به دلیل این که این بشقاب دریایی با گرما پخته نمی‌شود، باید پس از تهیه طی زمان کوتاهی مصرف شود تا خطر کمبود مسمومیت غذایی به حداقل برسد. سویچه، معمولاً همراه با مواد دیگری صرف می‌شود که مکمل طعم آن هستند؛ مانند سیب زمینی شیرین، کاهو، ذرت، آووکادو یا موز سبز. این ظرف در مناطق ساحلی اقیانوس آرام آمریکای لاتین محبوب است. اگرچه منشأ این خوراک دریایی به شدت مورد بحث قرار گرفته‌است، در پرو این یک بشقاب دریایی یک خوراک ملی است.
سویچه در حال حاضر به عنوان یک غذای بین‌المللی محبوب است؛ که در سراسر ایالات متحده آمریکا در دهه ۱۹۸۰ راه یافته‌است. بزرگترین انواع سویچه در اکوادور، کلمبیا، شیلی و پرو یافت می‌شود؛ اما دیگر سبک‌های منحصر به فرد نیز می‌تواند در هندوراس ساحلی، السالوادور، بلیز، گواتمالا، ایالات متحده، مکزیک، پاناما و چندین کشور دیگر یافت شود.
فرهنگ آشپزی نسخه‌های مختلف از سویچه در چندین کشور آمریکای لاتین ساحلی اقیانوس آرام، بومی است؛ که در کشورهای شیلی، کلمبیا، کاستاریکا، اکوادور، السالوادور، گواتمالا، هندوراس، مکزیک، نیکاراگوئه، پاناما و پرو، در به عنوان میراث فرهنگی محسوب می‌شود.

## ریشه کلمه
منشأ نام این خوراک نیز مورد مناقشه است. یک فرضیه نشان می‌دهد cebiche، منشأ آن در کلمه لاتین cibus است، که به فارسی به عنوان «خوراک» ترجمه می‌شود که البته این فرضیه مانند بقیه فرضیه‌ها ثابت شده نیست.
نام ظرف ممکن است به صورت گوناگون به عنوان cebiche, ceviche, seviche یا sebiche تلفظ شود، اما واژگان رایج در پرو، ceviche با "v" است که یک املا رسمی است که توسط آکادمی اسپانیایی سلطنتی که نهاد رسمی مسئول تنظیم زبان اسپانیایی است، پذیرفته شده‌است. با این حال در مناطق محلی با تلفظ دیگری نیز شناخته شده‌است.

## خطر در سلامت
سویچه یک غذای ایده‌آل و بسیار سالم است. با این حال، شرایط بهداشتی بد در طول آماده‌سازی آن ممکن است به بیماری منجر شود. علاوه بر آماده‌سازی غیربهداشتی، غذاهای دریایی خام نیز می‌توانند شامل بیماریهای مختلف، ویروسی و باکتری، و همچنین موجودات انگلی خطرناک باشند. بر طبق کدغذای سال ۲۰۰۹ که توسط اداره غذا و داروی ایالات متحده(FDA) و مطالعات اخیر منتشر شده‌است، خطرات خاص میکروبی در سویچه شامل Anisakis simplex, Diphyllobothrium spp. , Pseudoterranova decipiens و Pseudoterranova cattani و Vibrio parahaemolyticus می‌شود. Anisakiasis یک بیماری زئونستیک است که ناشی از مصرف نماتودهای لاروی در غذاهای دریایی غذای خام مانند سویچه است. شیوع بیماری وبا در آمریکای لاتین در دهه ۱۹۹۰ ممکن است به مصرف غذاهای دریایی خام خورده شده‌است، نسبت داده شود.
انجمن تغذیه آمریکا از زنان خواست که از مصرف این غذا در دوران بارداری اجتناب کنند.

## نگارخانه

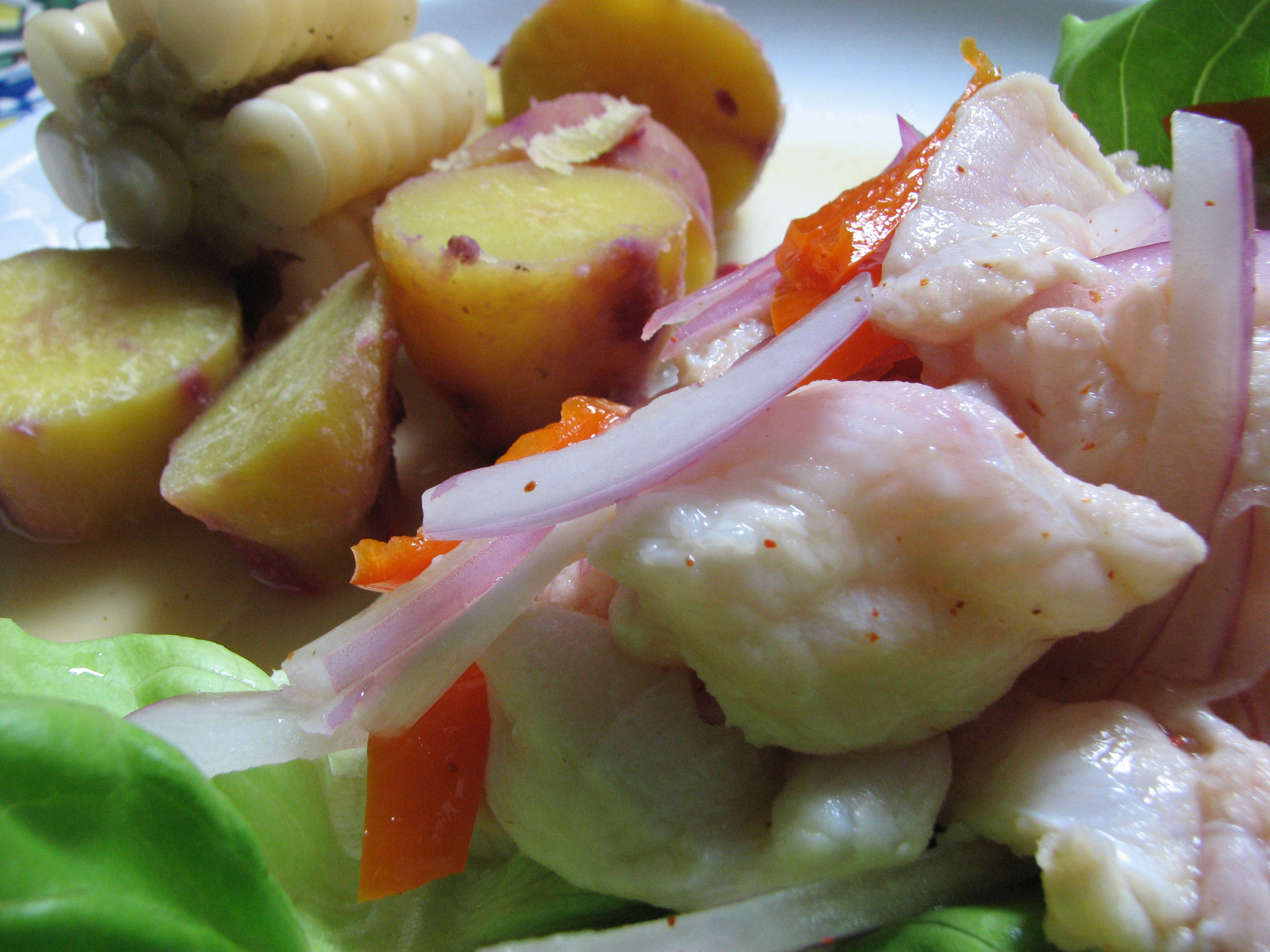
سویچه
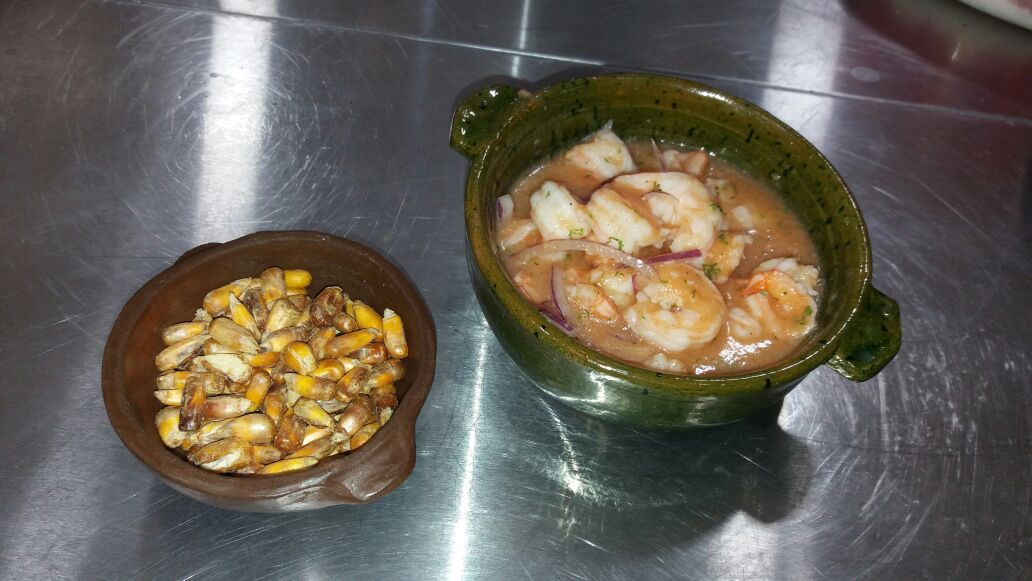
سرویچه اکوادوری، ساخته شده از میگو، پیاز، گوجه فرنگی و لیمو
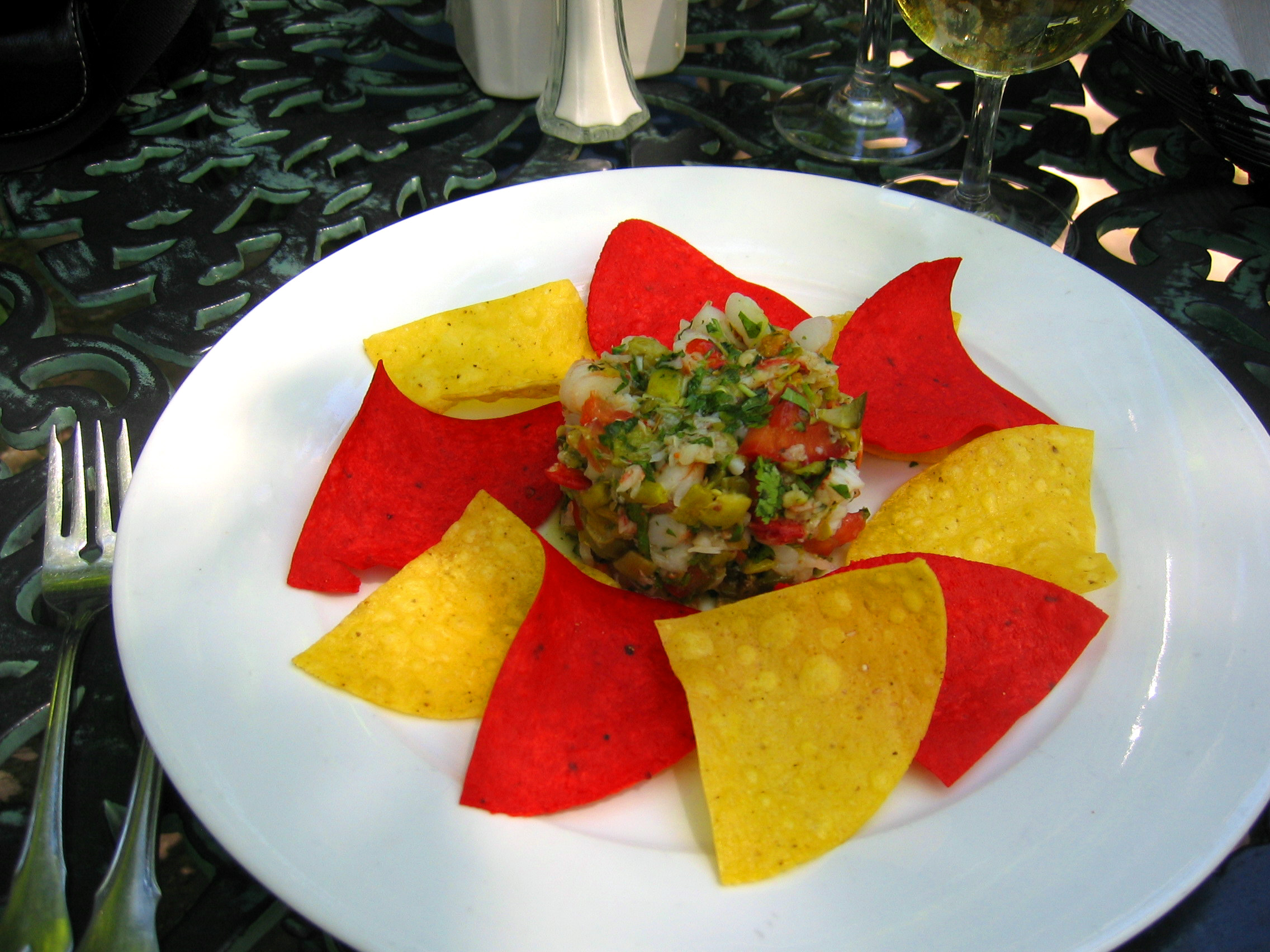
سویچه با خرچنگ و میگو
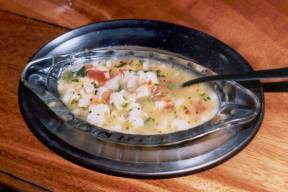
سویچه در ظرف
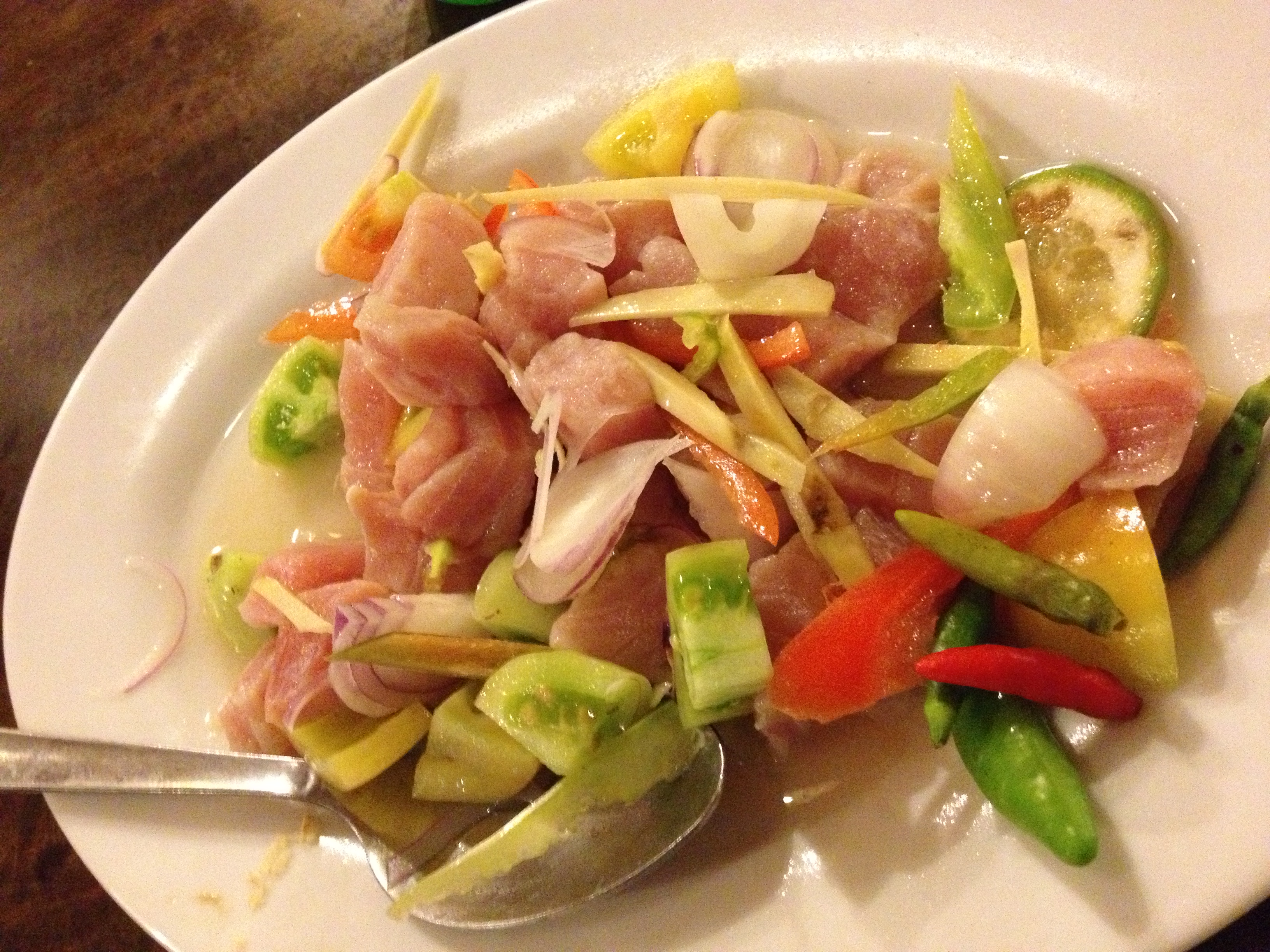
سویچه فیلیپینی شامل ماهی تازه که مخلوط با سرکه، پیاز، چیلی و زنجبیل است
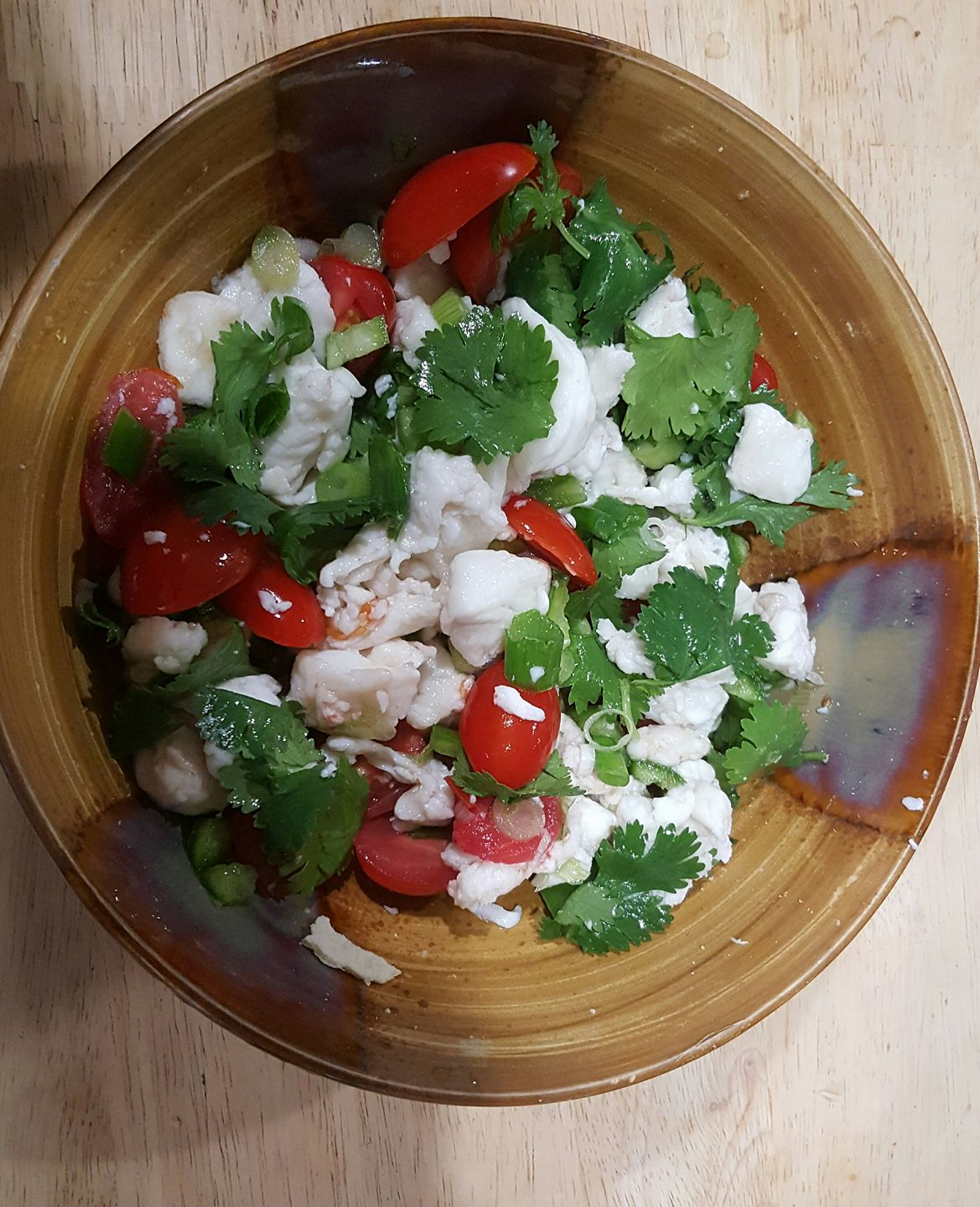
سویچه آلاسکایی ساخته شده با لوزی‌ماهی آرام، فلفل قرمز، گشنیز و گوجه فرنگی
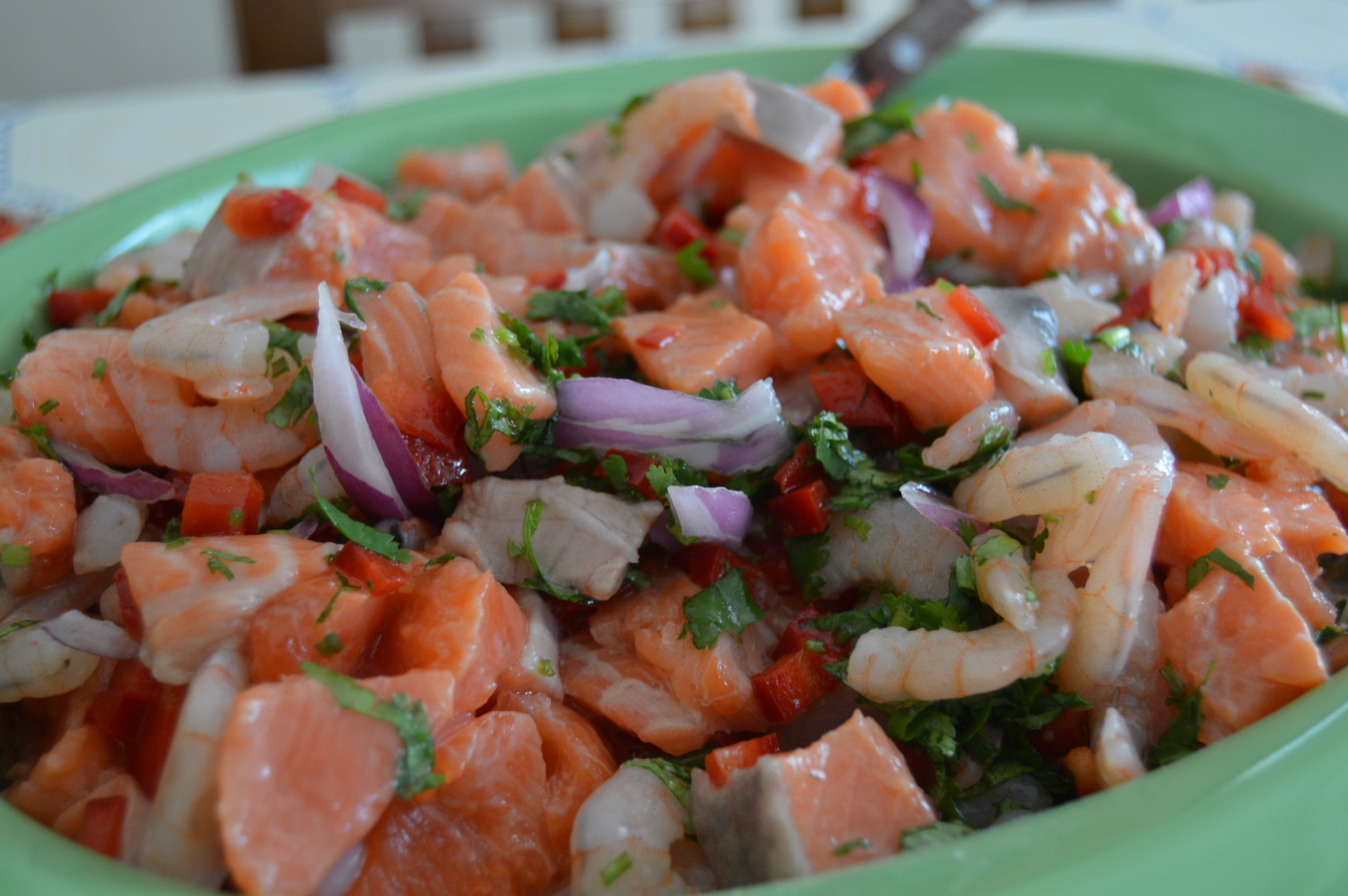
سویچه با ماهی قزل آلا، پیاز بنفش، میگو، گشنیز، لیمو و ادویه جات ترشی جات.
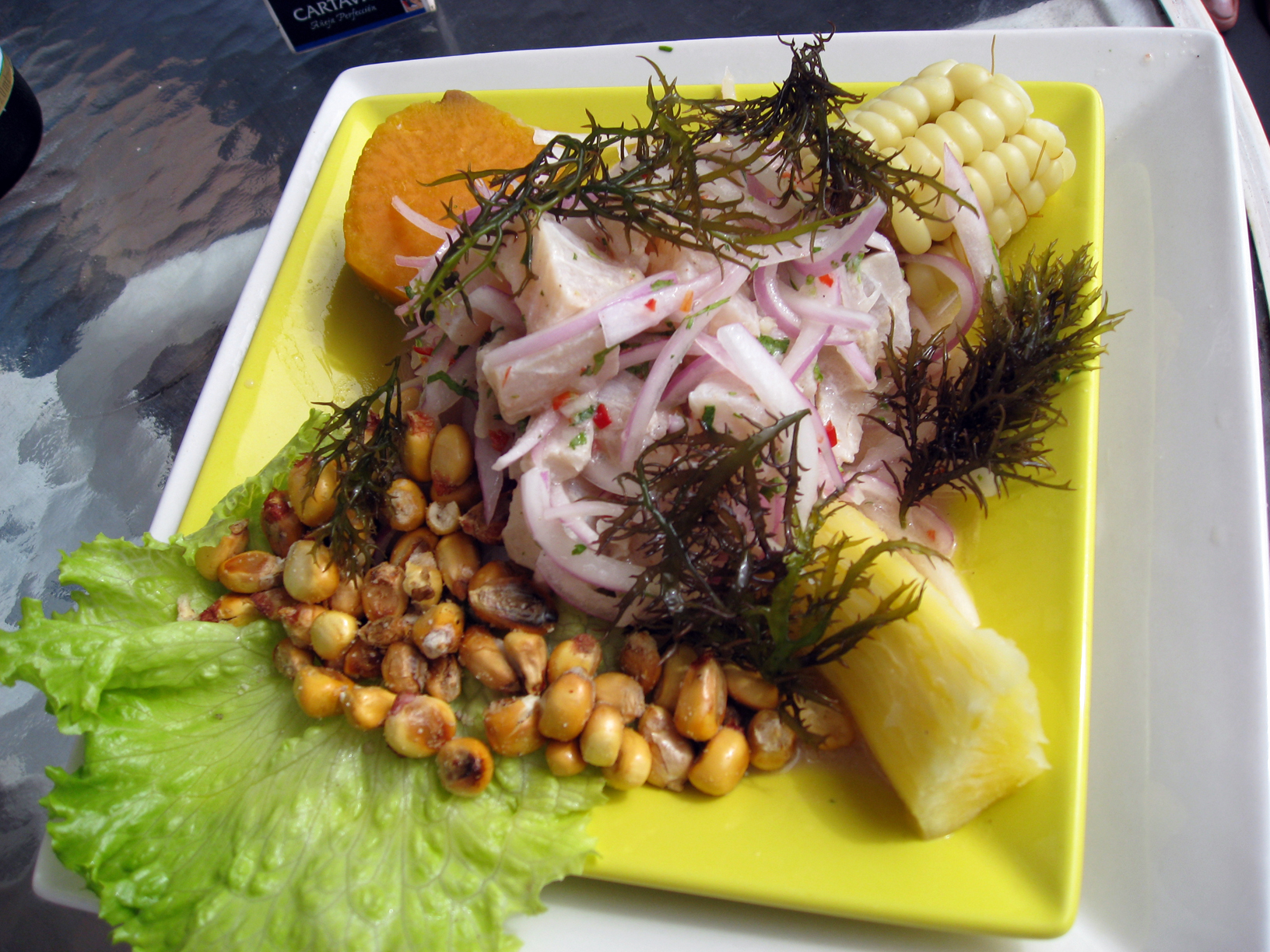
سویچی در پرو.حاوی مانیوک، ذرت، ذرت سرخ شده، سیب زمینی شیرین و تزیین شده با yuyo (جلبک دریایی)
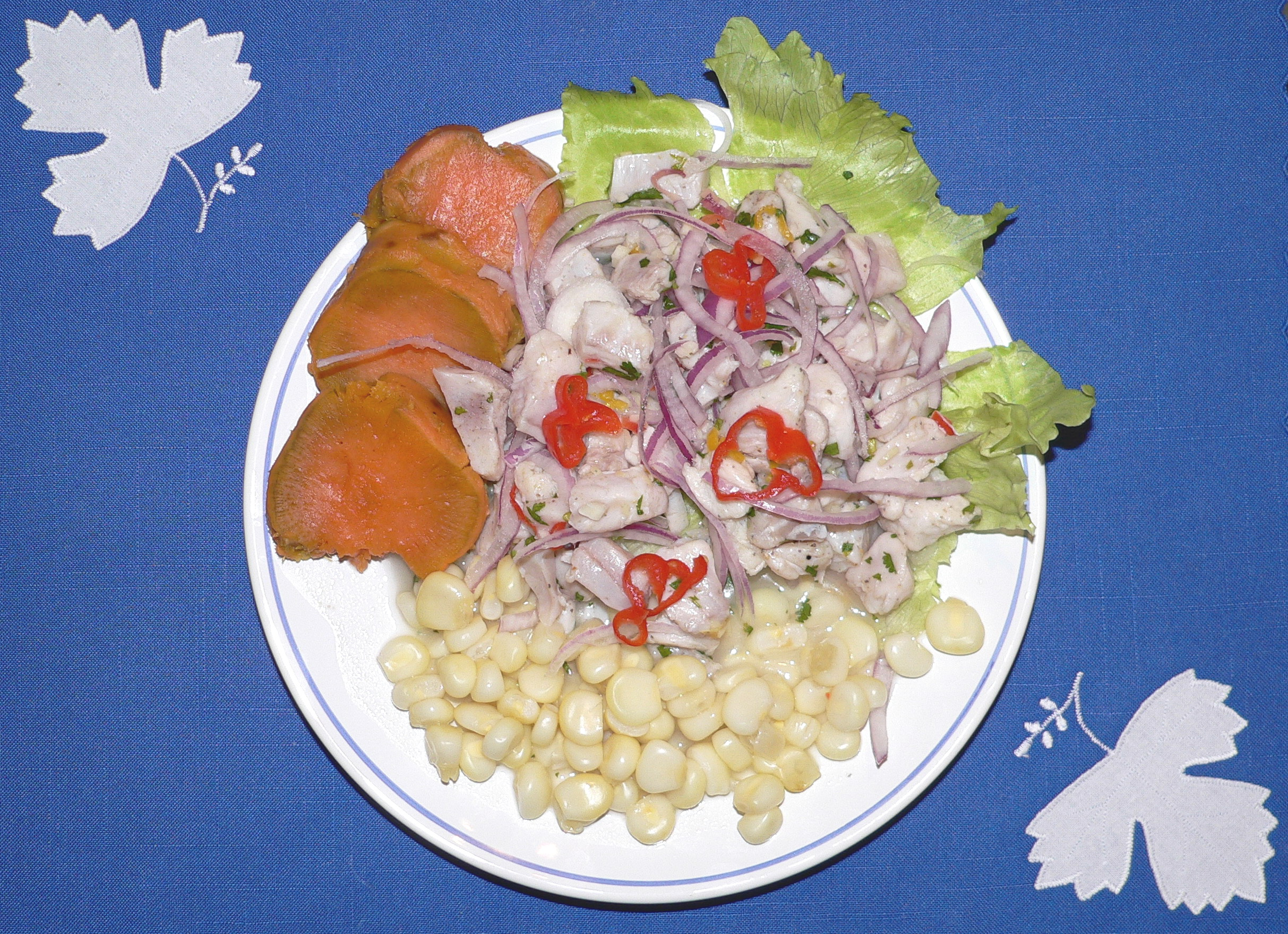
سویچه(پرو)